# Tanaostigmodes kiefferi
Tanaostigmodes kiefferi är en stekelart som först beskrevs av Mayr 1905.  Tanaostigmodes kiefferi ingår i släktet Tanaostigmodes och familjen Tanaostigmatidae. Inga underarter finns listade i Catalogue of Life.